# Сборная Камеруна по футболу (до 20 лет)
Сборная Камеруна по футболу до 20 лет — национальная команда, представляющая Камеруна в своей возрастной категории. Управляющей организацией является Камерунская федерация футбола, имеющая членство в ФИФА и КАФ. Футболисты из Камеруна в возрасте 20 лет и младше имеют в своём активе одну победу на Кубке африканских наций.

## История
Впервые сборная Камеруна до 20 лет выступила на международном уровне в рамках второго раунда чемпионата Африки 1979 года, где по сумме двух матчей уступила Нигерии. Единственную победу в Кубке африканских наций камерунцы одержали в 1995 году. В активе команды также есть четыре серебряные медали (1981, 1993, 2009, 2011) и одна бронзовая (1999). По итогам турнира 2011 года камерунский футболист Эдгар Салли был удостоен приза лучшего игрока.
Успешная игра на всеафриканском турнире позволила Камеруну шесть раз сыграть на чемпионате мира среди молодёжных команд. Лучший результат команда показал на мундиале 1995 года в Катаре. На групповом этапе африканцы заняли первое место, опередив Австралию, Коста-Рику и Германию. В четвертьфинале Камерун встретился с будущим победителем турнира Аргентиной, которой уступил со счётом 0:2.
В разные годы тренерами команды были Радивое Огнянович (1981—1982), Лев Броварский (1988—1992), Жан Манга-Онгене (1992—1995), Икуам Гвеха (1998—1999), Бертен Эбвелле (2006; 2015—2018), Ален Вабо (2007—2010), Сиприан Бесонг Ашу (2016—2017) и Кристоф Усману (2021—2022).

## Достижения
- Победитель Кубка африканских наций (до 20 лет): 1995

## Результаты выступлений

### Кубок африканских наций
| Кубок африканских наций (до 20 лет) | Кубок африканских наций (до 20 лет) | Кубок африканских наций (до 20 лет) | Кубок африканских наций (до 20 лет) | Кубок африканских наций (до 20 лет) |
| Год                                 | Результат                           |                                     | Год                                 | Результат                           |
| ----------------------------------- | ----------------------------------- | ----------------------------------- | ----------------------------------- | ----------------------------------- |
| 1979                                | 1/4 финала                          | 2003                                | не прошла квал.                     |                                     |
| 1981                                | 2 место                             | 2005                                | не прошла квал.                     |                                     |
| 1983                                | 1/4 финала                          | 2007                                | групповой этап                      |                                     |
| 1985                                | 1/4 финала                          | 2009                                | 2 место                             |                                     |
| 1987                                | 1/8 финала                          | 2011                                | 2 место                             |                                     |
| 1989                                | 1/8 финала                          | 2013                                | не прошла квал.                     |                                     |
| 1991                                | групповой этап                      | 2015                                | не прошла квал.                     |                                     |
| 1993                                | 2 место                             | 2017                                | групповой этап                      |                                     |
| 1995                                | победитель                          | 2019                                | не прошла квал.                     |                                     |
| 1997                                | не прошла квал.                     | 2021                                | 1/4 финала                          |                                     |
| 1999                                | 3 место                             | 2023                                | не прошла квал.                     |                                     |
| 2001                                | групповой этап                      | 2025                                |                                     |                                     |

### Чемпионат мира
| Чемпионат мира среди молодёжных команд | Чемпионат мира среди молодёжных команд | Чемпионат мира среди молодёжных команд | Чемпионат мира среди молодёжных команд | Чемпионат мира среди молодёжных команд | Чемпионат мира среди молодёжных команд | Чемпионат мира среди молодёжных команд | Чемпионат мира среди молодёжных команд |
| Год                                    | Результат                              | И                                      | В                                      | Н                                      | П                                      | ГЗ                                     | ГП                                     |
| -------------------------------------- | -------------------------------------- | -------------------------------------- | -------------------------------------- | -------------------------------------- | -------------------------------------- | -------------------------------------- | -------------------------------------- |
| 1981                                   | групповой этап                         | 3                                      | 0                                      | 1                                      | 2                                      | 3                                      | 6                                      |
| 1993                                   | групповой этап                         | 3                                      | 1                                      | 0                                      | 2                                      | 4                                      | 5                                      |
| 1995                                   | 1/4 финала                             | 4                                      | 2                                      | 1                                      | 1                                      | 7                                      | 6                                      |
| 1999                                   | 1/8 финала                             | 4                                      | 2                                      | 0                                      | 2                                      | 8                                      | 9                                      |
| 2009                                   | групповой этап                         | 3                                      | 1                                      | 0                                      | 2                                      | 3                                      | 7                                      |
| 2011                                   | 1/8 финала                             | 4                                      | 1                                      | 2                                      | 1                                      | 3                                      | 3                                      |
| Всего                                  | 6/24                                   | 21                                     | 7                                      | 4                                      | 10                                     | 28                                     | 36                                     |